# Clidemia clandestina
Clidemia clandestina är en tvåhjärtbladig växtart som beskrevs av Frank Almeda. Clidemia clandestina ingår i släktet Clidemia och familjen Melastomataceae. Inga underarter finns listade i Catalogue of Life.